# Vinylgolv
Vinylgolv är en typ av golvbeläggning som finns i stora, kontinuerliga, flexibla ark. Ett vinylgolv är helt ogenomträngligt för vatten[källa behövs], till skillnad från vinylgolvplattor, som finns i styva plattor, och vinylplankor, som finns i remsor. Vanligtvis är golvet gjort av 100 procent syntetiskt material[källa behövs]. I standardplåtvinyl- och vinylplattor är basskiktet glasfiber som sedan beläggs med PVC-vinyl och mjukgörare[källa behövs]. Det resulterande arket är tryckt och präglat med ett yttryckskikt. Över detta appliceras flera slitagelager, tillsammans med ett skikt av icke-vax-polyuretan[källa behövs]. Den totala tjockleken för vinylgolv varierar från 1,5 mm för plåtvinyl till 5 mm för lyxiga vinylplankor[källa behövs].
Vinylgolv används i stor utsträckning eftersom det är vattenogenomträngligt, hållbart, justerbart elastiskt och isolerande, enkelt att installera, tillgängligt med olika utseende och billigt. .  
Vinylgolv finns med olika stommar HDF, PVC och SPC som är den senaste versionen på vinylgolv[källa behövs].

## Tillverkning
SPC modellen, tillverkad av en blandning av PVC och kalksten, är betydligt tätare än vinylkork och därmed också hårdare samt 100% vattentåligt. SPC-inramade innehåller 70% mindre PVC än LVT-vinylgolv[källa behövs]. SPC vinylgolv är helt ftalatfria (d.v.s. de innehåller inte mjukgörare som används vid tillverkning av plast) och golven avger inte formaldehydutsläpp vid lägg ning eller användning,[källa behövs]

## Utseende
Vinylgolvet tillverkas med mönster som imiterar trä, sten eller kakel. Strukturen hos dessa material imiteras med prägling och specifika toppbeläggningar; utseendet dupliceras med ett trycklager. 
Tryckbara vinylgolv kan anpassas av tillverkaren med en bildfil. Detta gör det möjligt att anpassa mönstret till rummets dimensioner och kan inkludera skärlinjer för enkel installation.

## Hållbarhet
Arkens tjocklek och slitlagret bestämmer golvets hållbarhet; till skillnad från linoleum är ett vinylgolv vanligtvis inte homogent, och när tryckskiktet slits igenom  kommer golvet att skadas. Vinylgolv kan återvinnas, men deponeras till stor del [källa behövs]snarare än att användas som råvaror för nytt golv. Vinylgolvets [källa behövs]miljöpåverkan är större än exempelvis lineoleum räknat på hela livscykeln. 
Vinylmaterial producerar polyklorerade dibensodioxiner (PCDD) och polyklorerade dibensofuraner (PCDF), dioxiner och andra giftiga kemikalier vid förbränning och kan också producera polyklorerade bifenyler (PCB) och polycykliska aromatiska kolväten (PAH), särskilt vid högre temperaturer.[källa behövs]

## Läggning av vinylgolv
Golvbeläggningen kan monteras på betong, platt- eller trägolv, plastmatta, linoleum eller kork. Textilmattor tas bort. Den gamla golvbeläggningen bör rengöras ordentligt.[källa behövs]

## Skötsel
Dammsugning och rengöring med rengöringsmedel för vinylgolv räcker som normal rengöring. 

## Brandrisker
Vinylgolv sönderdelas och släpper ut giftiga gaser, främst väteklorid, långt innan de står i lågor. Dessa gaser kan vara dödliga. Vinylbränder är också svåra att släcka på grund av vinylens ogenomtränglighet.[källa behövs]